# Stengrunden
För andra betydelser, se Stengrunden (olika betydelser).
Stengrunden är en roman av Bo Giertz från 1941.

## Handling
I det första kapitlet av den första delen beskrivs hur den världsligt bildade unge prästen och magistern Henrik Savonius blir beordrad att lämna ett kalas i prostgårdens salonger för att följa en fattig bonde hem med sockenbud till hans döende svåger. Väl framme får den unge prästen uppleva ett plågsamt misslyckande. Den upplysningsteologi han har lärt sig faller död till marken i mötet med den själv-fördömande Johannes knivskarpa logik.
En väckt och andligt upplyst kvinna, som kommit vandrades långväga ifrån, hamnar mitt i krisen. Så får Savonius som nyss fumlande med vanmäktiga ord istället bli en åhörare till ett själavårdande samtal där kvinnan Katrina Filips med hjälp av väl valda bibelord påvisar hur syndare blir förklarade rättfärdiga  genom tron allena tack vare Jesus Kristus. Dessa ord medför inte bara omvändelse av den döende utan blir till en väckelse också den unge prästen. 

## Om bokenStengrunden
Stengrunden är skriven både som en själavårdsbok och en historisk roman med starka berättelser och boken har tryckts i flera upplagor. Sedan boken kom ut första gången 1941 har generationer av kristna tagit djupa intryck av boken. Vid  en omröstning av SVT 1998 röstades boken av svenska folket in som nummer 31 av de 100 mest betydelsefulla böckerna under 1900-talet. Boken har undertiteln En själavårdsbok och speglar motiv i det kristna livet genom händelser i östgötasocknen Ödesjö under tre olika tidsepoker: upplysningstiden, 1800-talets väckelserörelse och 1930-talet. Redan från start  1941 överraskades förlaget av det stora intresset av boken för under utgivningsåret trycktes den i sex upplagor. Stengrunden har översatts till flera språk och förutom de nordiska länder har boken utgivits i Tyskland, England, Rumänien, Ungern, Australien och USA.